# Taniec rytmiczny

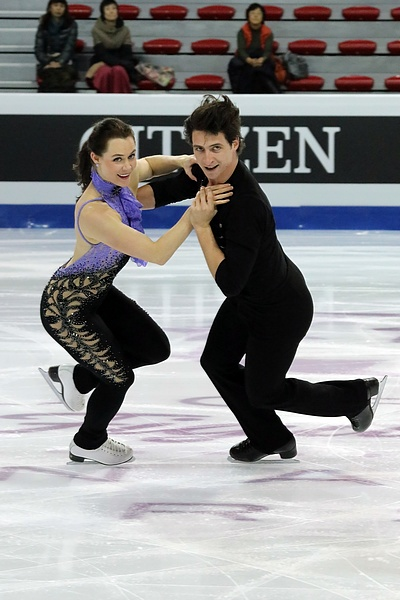
Midnight blues – sezon 2016/2017 (Tessa Virtue / Scott Moir)

Taniec rytmiczny (ang. Rhythm dance, RD), do sezonu 2017/2018 taniec krótki (ang. Short dance, SD) – pierwszy segment zawodów łyżwiarskich w konkurencji par tanecznych. Został wprowadzony w sezonie 2010/2011 decyzją kongresu Międzynarodowej Unii Łyżwiarskiej (ISU) z czerwca 2010. Powstał z połączenia tańca obowiązkowego (CD) i tańca oryginalnego (OD), które zostały wycofane w 2010 r.
Zasady tańca krótkiego powstały na bazie połączenia tańca obowiązkowego (CD), z którego zaczerpnięto wymagany wzór tańca (ang. pattern dance), ogłaszany przez ISU po zakończeniu sezonu poprzedzającego sezon, na który wydano decyzję, i tańca oryginalnego (OD), tj. wymaganie ustalonego rytmu, ale dowolnej choreografii w ramach ograniczeń obowiązkowego wykonania danej listy elementów łyżwiarskich takich jak twizzle, sekwencja kroków, podnoszenie. Taniec krótki trwa 3 minuty. Zawodnicy mogą wybierać dowolną muzykę, o ile pasuje ona do wymaganego rytmu / motywu.
Od sezonu 2018/2019 ISU dokonało zmiany nazwy tańca krótkiego na taniec rytmiczny.
Od sezonu 2022/2023 w kategorii seniorów ISU zrezygnowało z obowiązkowego wzoru tańca w tańcu rytmicznym zastępując go motywem przewodnim ze wskazaniem elementów obowiązkowych, ale nie narzucając obligatoryjnego wykonania elementu wzoru tańca.

## Motywy w kolejnych sezonach

### Kategoria seniorów
| Sezon   | Wzór tańca          | Rytmy | Źr.    |
| ------- | ------------------- | --- | ------ |
| 2023–24 | n/d                 | „Music and Feeling of the Eighties”, do jednej lub dwóch melodii piosenek oryginalnie wydanych w latach 80. XX w.                                           | [ 5 ]  |
| 2022–23 | n/d                 | „Latin Dance Styles”, w tym co najmniej 2 rytmy muzyki latynoamerykańskiej m.in. cha-cha, rumba, samba, mambo, merengue, salsa, bossa nova i inne powiązane | [ 6 ]  |
| 2021–22 | Midnight Blues      | Blues + swing i/lub hip-hop | [ 7 ]  |
| 2020–21 | Finnstep            | Muzyka z musicali i/lub opery: quickstep lub charleston lub swing + quickstep, blues, marsz, polka, fokstrot, swing, charleston, walc                       | [ 8 ]  |
| 2020–21 | Ravensburger Waltz1 | folk | [ 9 ]  |
| 2019–20 | Finnstep            | Muzyka z musicali i/lub opery: quickstep lub charleston lub swing + quickstep, blues, marsz, polka, fokstrot, swing, charleston, walc                       | [ 10 ] |
| 2018–19 | Tango Romantica     | Tango lub tango + jeden rytm w podobnym stylu np. flamenco                                                                                                  | [ 3 ]  |
| 2017–18 | Rhumba              | Rytmy muzyki latynoamerykańskiej m.in. cha-cha, rumba, samba, mambo, merengue, salsa, bossa nova i inne powiązane                                           | [ 11 ] |
| 2016–17 | Midnight Blues      | Blues + swing i/lub hip-hop | [ 12 ] |
| 2015–16 | Ravensburger Waltz  | Walc + fokstrot lub marsz lub polka | [ 13 ] |
| 2014–15 | Paso Doble          | Rytmy muzyki hiszpańskiej: jota, fandango, flamenco, paso doble, bolero, sevillanas                                                                         | [ 14 ] |
| 2013–14 | Finnstep            | Quickstep lub quickstep + dwa z trzech tańców do wyboru: fokstrot, charleston, swing                                                                        | [ 15 ] |
| 2012–13 | Yankee Polka        | Polka, marsz, walc | [ 16 ] |
| 2011–12 | Rhumba              | Od dwóch do trzech tańców do wyboru z: cha-cha, rumba, samba, mambo, merengue                                                                               | [ 17 ] |
| 2010–11 | Golden Waltz        | Jeden lub dwa tańce do wyboru z: walc, fokstrot, quickstep, tango                                                                                           | [ 18 ] |

### Kategoria juniorów
| Sezon   | Wzór tańca         | Rytmy | Źr.    |
| ------- | ------------------ | --- | ------ |
| 2023–24 | Rocker Foxtrot     | „Music and Feeling of the Eighties”, do jednej lub dwóch melodii piosenek oryginalnie wydanych w latach 80. XX w.       | [ 5 ]  |
| 2022–23 | Tango              | Tango + jeden rytm w podobnym stylu z pasodoble, flamenco, walc hiszpański, fandango, bolero, jota, sevillanas, milonga | [ 6 ]  |
| 2021–22 | Blues              | Blues + swing i/lub hip-hop                                                                                             | [ 7 ]  |
| 2020–21 | Tea Time Foxtrot   | Fokstrot lub fokstrot + rytm w podobnym stylu                                                                           | [ 8 ]  |
| 2020–21 | Westminster Waltz1 | folk | [ 9 ]  |
| 2019–20 | Tea Time Foxtrot   | Fokstrot lub fokstrot + rytm w podobnym stylu                                                                           | [ 10 ] |
| 2018–19 | Argentine Tango    | Tango lub tango + jeden rytm w podobnym stylu                                                                           | [ 3 ]  |
| 2017–18 | Cha Cha Congelado  | Rytmy muzyki latynoamerykańskiej m.in. cha-cha, rumba, samba, mambo, merengue, salsa, bossa nova i inne powiązane       | [ 11 ] |
| 2016–17 | Blues              | Blues + swing i/lub hip-hop                                                                                             | [ 12 ] |
| 2015–16 | Starlight Waltz    | Walc + fokstrot lub marsz lub polka                                                                                     | [ 13 ] |
| 2014–15 | Silver Samba       | Samba lub samba + jeden z tańców do wyboru: rumba, cha-cha, mambo, merengue, salsa                                      | [ 14 ] |
| 2013–14 | Quickstep          | Quickstep lub quickstep + fokstrot lub charleston                                                                       | [ 15 ] |
| 2012–13 | Blues              | Blues, swing | [ 16 ] |
| 2011–12 | Cha Cha Congelado  | Cha-cha lub cha-cha + jeden z tańców do wyboru: rumba, samba, mambo, merengue                                           | [ 17 ] |
| 2010–11 | Viennese Waltz     | Walc, fokstrot, quickstep lub tango                                                                                     | [ 18 ] |

1 Ze względu na pandemię COVID-19 zachowano wzory tańca z poprzedniego sezonu.